# Em là chàng trai của anh
Em là chàng trai của anh (tiếng Anh: You Are Ma Boy) là một webdrama đam mỹ, tâm lý xã hội Việt Nam, đồng thời cũng là bộ phim webdrama đầu tiên của D GROUP Media. Đây cũng là bộ phim đầu tiên Nam Cody, một thành viên của Uni5 và Đỗ Hoàng Dương vào vai một cặp đôi đồng tính nam. "Có ai tin vào tình yêu của hai thằng con trai không?" được xem là khẩu hiệu chính của bộ phim.
Tập đầu tiên của bộ phim đã được lên sóng vào ngày 5 tháng 1 năm 2021 trên nền tảng YouTube với với 4 phụ đề: tiếng Việt, tiếng Anh, tiếng Trung và tiếng Thái.

## Nội dung
Bộ phim kể về mối tình giữa nhân viên bán thời gian tên Bạch Dương và nam ca sĩ nổi tiếng Nhật Nam. Bên cạnh Bạch Dương là Tạ Hà, một người bạn rất thân của Bạch Dương và ông chủ quán cà phê, nơi mà Bạch Dương đang làm việc, Hoàng Minh. Trong một lần, Tạ Hà đã đăng tải câu chuyện tình của Bạch Dương và Nhật Nam lên mạng xã hội và ảnh hưởng nghiêm trọng đến danh tiếng của Nhật Nam. Sau đó, Tạ Hà đã lên tiếng xin lỗi nhưng vẫn không thể làm nguôi đi sự nghi ngờ từ cộng đồng mạng. Vụ việc bắt đầu hạ nhiệt thì bộ đôi lại lộ đoạn video hôn nhau khiến cả showbiz chấn động. Thật chất, video chính là do Mai Linh đã quay lại, quản lý của Nhật Nam, người có tình cảm với anh chàng. Tuy nhiên, lợi dụng bê bối này, Bạch Dương và Nhật Nam đã quyết định cho ra mắt một video âm nhạc mang chủ đề đam mỹ và xem đoạn video hôn nhau bị lộ đấy là teaser.

## Diễn viên
| Nhân vật   | Diễn viên      | Ghi chú        |
| ---------- | -------------- | -------------- |
| Bạch Dương | Đỗ Hoàng Dương | Nhân vật chính |
| Nhật Nam   | Cody (Uni5)    | Nhân vật chính |
| Tạ Hà      | Ngọc Phước     |                |
| Hoàng Minh | Bá Vinh        |                |
| Anh Quốc   | Vũ Thịnh       |                |
| Mai Linh   | SGO48 Linh Mai |                |

## Danh sách tập
| Tập | Tên tập                         | Thời gian phát hành | Nội dung | Ghi chú |
| --- | ------------------------------- | ------------------- | --- | ------- |
| 1   | Không có gì hết                 | 5 tháng 1 năm 2021  | Nhật Nam là một ca sĩ nổi tiếng tại Việt Nam và Bạch Dương là một nhân viên bán cà phê và cả hai bắt đầu nảy sinh tình cảm với nhau. Tạ Hà, bạn của Bạch Dương đã chia sẻ câu chuyện tình này lên mạng xã hội.         | [ 6 ]   |
| 2   | Điều đó là không thể            | 12 tháng 1 năm 2021 | Sau khi câu chuyện được đẩy đi quá xa, nhiều người đã nhận ra nam chính trong câu chuyện chính là Nhật Nam và gây ảnh hưởng nặng đề đến công việc của cậu.                                                             | [ 7 ]   |
| 3   | Tin tưởng                       | 19 tháng 1 năm 2021 | Xen kẽ giữa câu chuyện này, Nhật Nam bắt đầu chia sẻ về quá khứ của cậu khi có một người bố không chấp nhận con mình là người trong nghệ thuật. Bạch Dương đã cùng Nhật Nam về nhà để giải quyết mâu thuẫn gia đình.   | [ 8 ]   |
| 4   | Vào một ngày tâm trạng tan chậm | 26 tháng 1 năm 2021 | Trong tập phim, Nhật Nam đã quyết định tỏ tình Bạch Dương nhưng Bạch Dương không đồng ý và chỉ xem đây là tình bạn. | [ 9 ]   |
| 5   | Tình yêu và biến cố             | 2 tháng 2 năm 2022  | Vào tối hôm sinh nhật của Nhật Nam, cậu đã uống say sĩn và đến nhà Bạch Dương để thổ lộ tình cảm một lần nữa. Cả hai đã hôn nhau nhưng đã bị một người khác quay lén, đó chính là Mai Linh, quản lý tổng của Nhật Nam. | [ 10 ]  |
| 6   | Của hai thằng con trai          | 23 tháng 2 năm 2022 | Rộ tin đồn là một người đồng tính, Nhật Nam đã quyết định lợi dụng nó để cho ra mắt một MV đam mỹ. Sau vụ việc, Nhật Nam và Bạch Dương đã tiếp tục có những mối quan hệ tốt đẹp với nhau.                              |         |

## Sản xuất

### Quảng bá
Ngày 28 tháng 12 năm 2020, ê kíp sản xuất bộ phim đã phát hành trailer chính thức. Trước đó, áp phích chính thức cho bộ phim với hình ảnh của hai nam chính Đỗ Hoàng Dương và Cody cũng đã được phát hành. Khẩu hiệu của bộ phim cũng được nhấn mạnh trong trailer và áp phích phim chính thức, "Có ai tin vào tình yêu của hai thằng con trai không?".
Tập cuối cùng của bộ phim đã bị trì hoãn hai tuần do đội ngũ sản xuất phim phải nghỉ Tết nguyên đán 2021.

### Âm nhạc
Nhạc mở đầu của bộ phim chính là ca khúc "Không yêu cũng chẳng cô đơn" được trình bày bởi hai nam diễn viên trong bộ phim là Bạch Dương (Đỗ Hoàng Dương) và Nhật Nam (Cody) do Hung Cacao sáng tác. Ca khúc cũng đã được phát hành công khai trên nền tảng Spotify.
Ca khúc nhạc nền khác cũng được sử dụng trong phim là "Tình yêu xanh mượt" do Bạch Dương (Đỗ Hoàng Dương) và Nhật Nam (Cody) trình bày cũng như sáng tác. Ca khúc lần đầu tiên được biểu diễn tại sự kiện của VLive.

## Đón nhận
Đây là bộ phim đam mỹ Việt Nam đầu tiên lọt vàp top Trending YouTube Việt Nam. Bộ phim cũng được so sánh như các tác phẩm ở khu vực lân cận bởi kịch bản chỉn chu, góc quay đẹp. Cộng đồng người hâm mộ cặp đôi đam mỹ trong bộ phim cũng được gọi là Codu. Nền tảng mạng xã hội TikTok của Trung Quốc và Twitter cũng tràn ngập clip của bộ phim. Ở tập đầu tiên, sau hơn 1 ngày được đăng tải trên YouTube, bộ phim đã thu về hơn 400.000 lượt xem. Tờ báo Dân Việt đã dành nhiều lời khen và đánh giá bộ phim "là một bước đầu rực rỡ cho một bộ phim với đề tài đam mỹ, đặc biệt trong thị trường điện ảnh Việt Nam".
Em là chàng trai của anh là bộ phim đam mỹ đầu tiên của Việt Nam được phát hành tại Nhật Bản trên nền tảng U-Next từ 27 tháng 4 năm 2022 trước khi tiếp tục có mặt trên các nền tảng VOD lớn khác của Nhật Bản vào cuối tháng 5 năm 2022. Bộ phim sẽ được phát hành cùng với Thưa mẹ con đi tại Nhật Bản vào ngày 24 tháng 12 năm 2022 ở dạng đĩa Blu-ray.